# Hana Bobková
Hana Bobková   (Praga, 19 de febrer de 1929 - 2017), de casada Vláčilová, fou una gimnasta artística txeca, que va competir sota bandera txecoslovaca durant la dècada de 1950.
El 1952 va prendre part en els Jocs Olímpics d'Estiu de Hèlsinki, on disputà les set proves del programa de gimnàstica. Guanyà la medalla de bronze en la competició del concurs complet per equips, mentre fou sisena en el concurs per aparells equips. En la resta de proves finalitzà en posicions més endarrerides.
Després d'acabar la seva carrera esportiva passà a exercir d'entrenadora i de jutge internacional. Com a jutge va participar en els Jocs Olímpics de Roma el 1960, Ciutat de Mèxic el 1968, Munic el 1972 i Moscou el 1980.